# Хандан Султан
Хандан Султан (на турски: Handan Sultan) е съпруга на султан Мехмед III, от когото през 1590 г. ражда бъдещия султан Ахмед I и си спечелва титлата хасеки султан. Скоро загубва статута си на единствена майка на принц (шехзаде), тъй като първата съпруга на султан Мехмед III, Халиме Султан, също ражда син.

## Произход и управление
Хандан Султан е родена около 1574 г. и се предполага, че е от босненски или гръцки произход с рождено име Елена. Подарена е в качеството си на робиня на около 10-годишна възраст (през 1583 или 1584 г.) на бъдещия султан от неговата леля.
След смъртта на Мехмед III през 1603 г. в периода 1603 – 1605 г. Хандан Султан управлява султанския харем като валиде султан на сина си Ахмед I. Като майка на новия султан тя получава по 1000 аспри на ден и подобно на много други валиде султанки използва част от личните си средства за благотворителни дейности. В качеството си на съ-регент Хандан Султан участва активно в управлението на империята заедно с наставника на Ахмед I Мустафа ефенди (†1607/1608 г.) Има данни, че тя фаворизира редица босненци в султанския двор. Така например тя убеждава Ахмед I да назначи Малкоч Явуз Али паша за велик везир и поддържа близки отношения с него особено през първите критични месеци след поемането на властта от сина ѝ.
Хандан Султан умира след продължително боледуване на 9 ноември 1605 г. и е погребана до съпруга ѝ в „Света София.